# Episodi di Soko 5113 (trentunesima stagione)
La trentunesima stagione della serie televisiva Soko 5113 è stata trasmessa in anteprima in Germania dalla ZDF tra il 5 febbraio 2007 e il 16 aprile 2007.
| nº | Titolo originale        | Titolo italiano | Prima TV Germania | Prima TV Italia |
| -- | ----------------------- | --------------- | ----------------- | --------------- |
| 1  | Der Ausschuss           |                 | 5 febbraio 2007   |                 |
| 2  | High Society            |                 | 12 febbraio 2007  |                 |
| 3  | Tod nach Dienstschluss  |                 | 19 febbraio 2007  |                 |
| 4  | Ein Leben für die Kunst |                 | 26 febbraio 2007  |                 |
| 5  | Verhängnis              |                 | 5 marzo 2007      |                 |
| 6  | Sturmtraum              |                 | 12 marzo 2007     |                 |
| 7  | Heldentod               |                 | 19 marzo 2007     |                 |
| 8  | Blutsbrüder             |                 | 26 marzo 2007     |                 |
| 9  | Der fremde Freund       |                 | 16 aprile 2007    |                 |